# Fatehpur (distrikt)
Fatehpur är ett distrikt i den indiska delstaten Uttar Pradesh, och hade 2 308 384 invånare år 2001 på en yta av 4 152 km². Det gör en befolkningsdensitet på 556,0 inv/km². Den administrativa huvudorten är staden Fatehpur. De största religionerna är hinduism (86,52 %) och islam (13,30 %).

## Administrativ indelning
Distriktet är indelat i tre kommunliknande enheter, tehsils:
- Bindki, Fatehpur, Khaga

## Städer
Distriktets städer är huvudorten Fatehpur samt Bahuwa, Bindki, Khaga, Kishunpur och Kora Jahanabad.
Urbaniseringsgraden låg på 10,30 procent år 2001.